# Ijk'Alajaw
Ijk'Alajaw är en ort i Mexiko.   Den ligger i kommunen Oxchuc och delstaten Chiapas, i den sydöstra delen av landet, 800 km öster om huvudstaden Mexico City. Ijk'Alajaw ligger 2 027 meter över havet och antalet invånare är 171.
Terrängen runt Ijk'Alajaw är lite bergig. Runt Ijk'Alajaw är det ganska tätbefolkat, med 75 invånare per kvadratkilometer. Närmaste större samhälle är Oxchuc, 3,9 km väster om Ijk'Alajaw. I omgivningarna runt Ijk'Alajaw växer i huvudsak städsegrön lövskog.